# Croton scottii
Croton scottii är en törelväxtart som beskrevs av Henri Ernest Baillon. Croton scottii ingår i släktet Croton och familjen törelväxter. Inga underarter finns listade i Catalogue of Life.